# トーンリスト
トーンリスト（Tónlist、アイスランド語で「音楽」）は、アイスランドの週単位のレコード売上を集計した、公式アイスランド・チャート。次の2項目がある。
- Netlistinn : レコード売上とラジオ放送を元に集計した、アイスランドの公式のシングル・トップ30。より下の順位まで集計されているが、公表されるのは上位30曲までである。このチャートは2004年に week 40 として始まった。
- Plötulistinn : レコード売上のみを元に集計した、アイスランドの公式のアルバム・トップ20。

シングル・チャート、アルバム・チャートとも、国内リリースおよび国外からの輸入分を含めた集計である。